# 奧奈達縣 (威斯康辛州)
奧奈達縣（英語：Oneida County）是美國威斯康辛州北部的一個縣。面積3,201平方公里，2000年人口36,776。首府萊茵蘭德 (Rhinelander)。

## 歷史
成立於1885年，以易洛魁聯盟的一個部落命名。